# Nacktkiemer

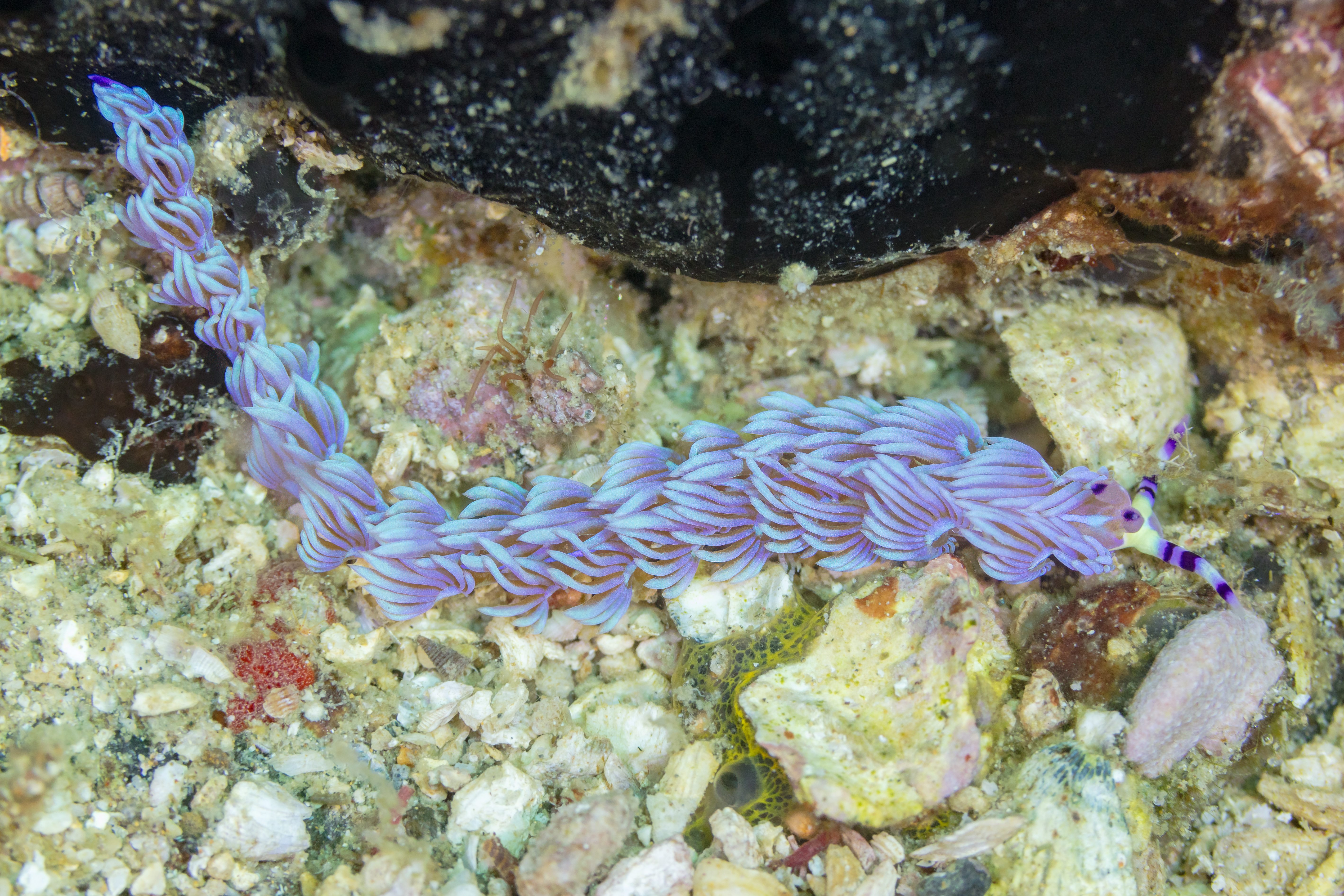
Fadenschnecke
(Pteraeolidia ianthina)

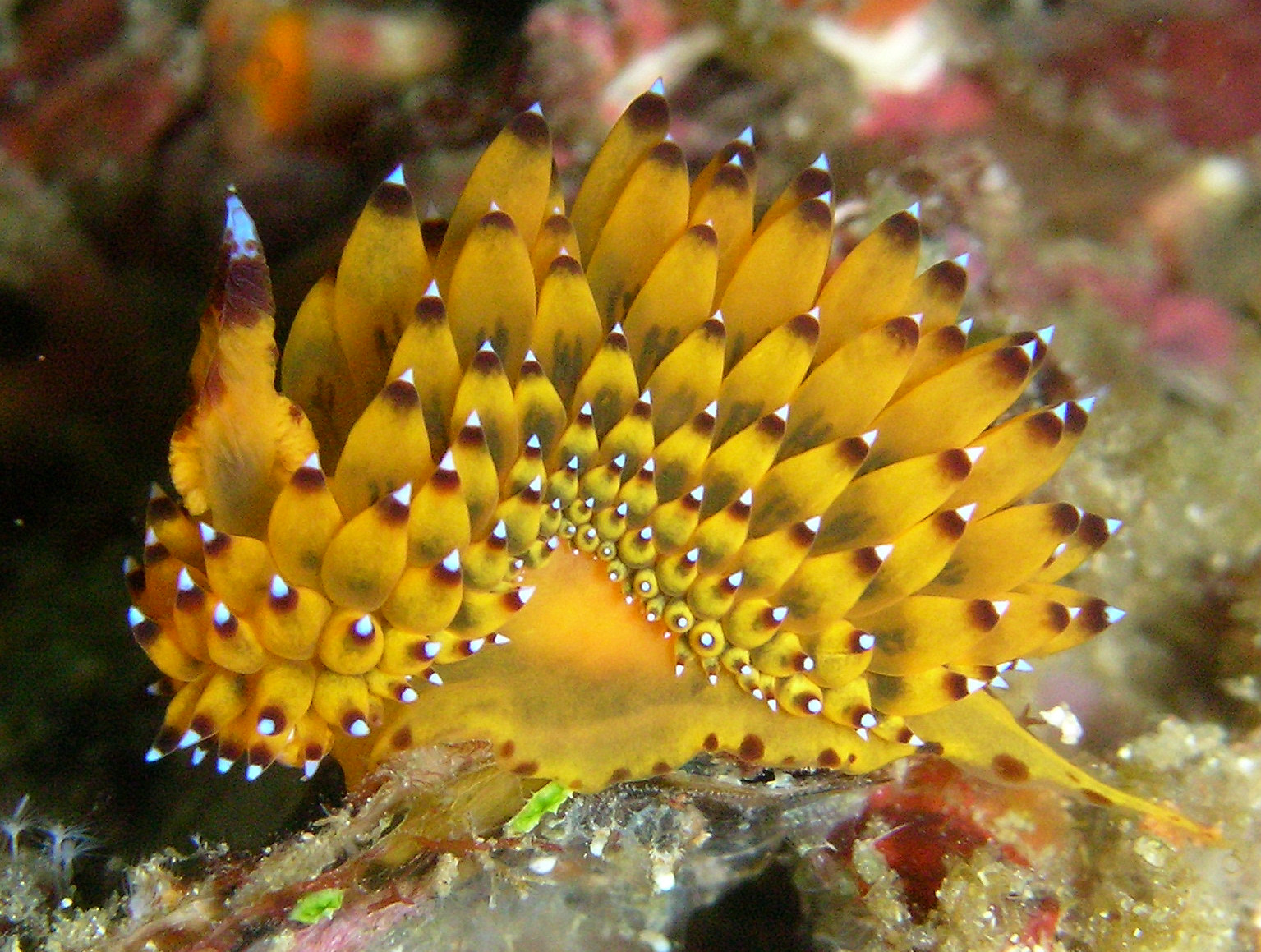
Furchenschnecke (Janolus sp.)

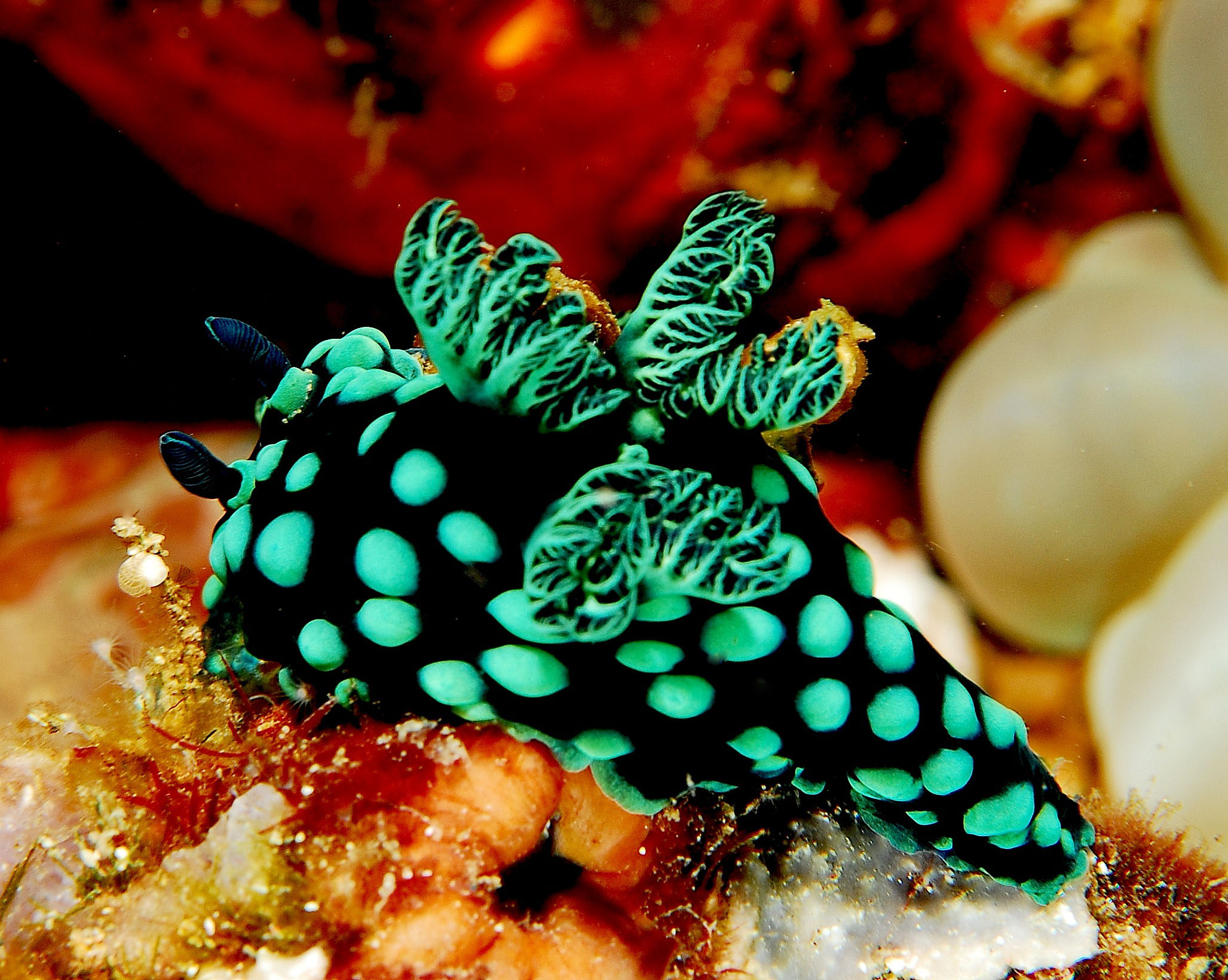
Nembrotha cristata

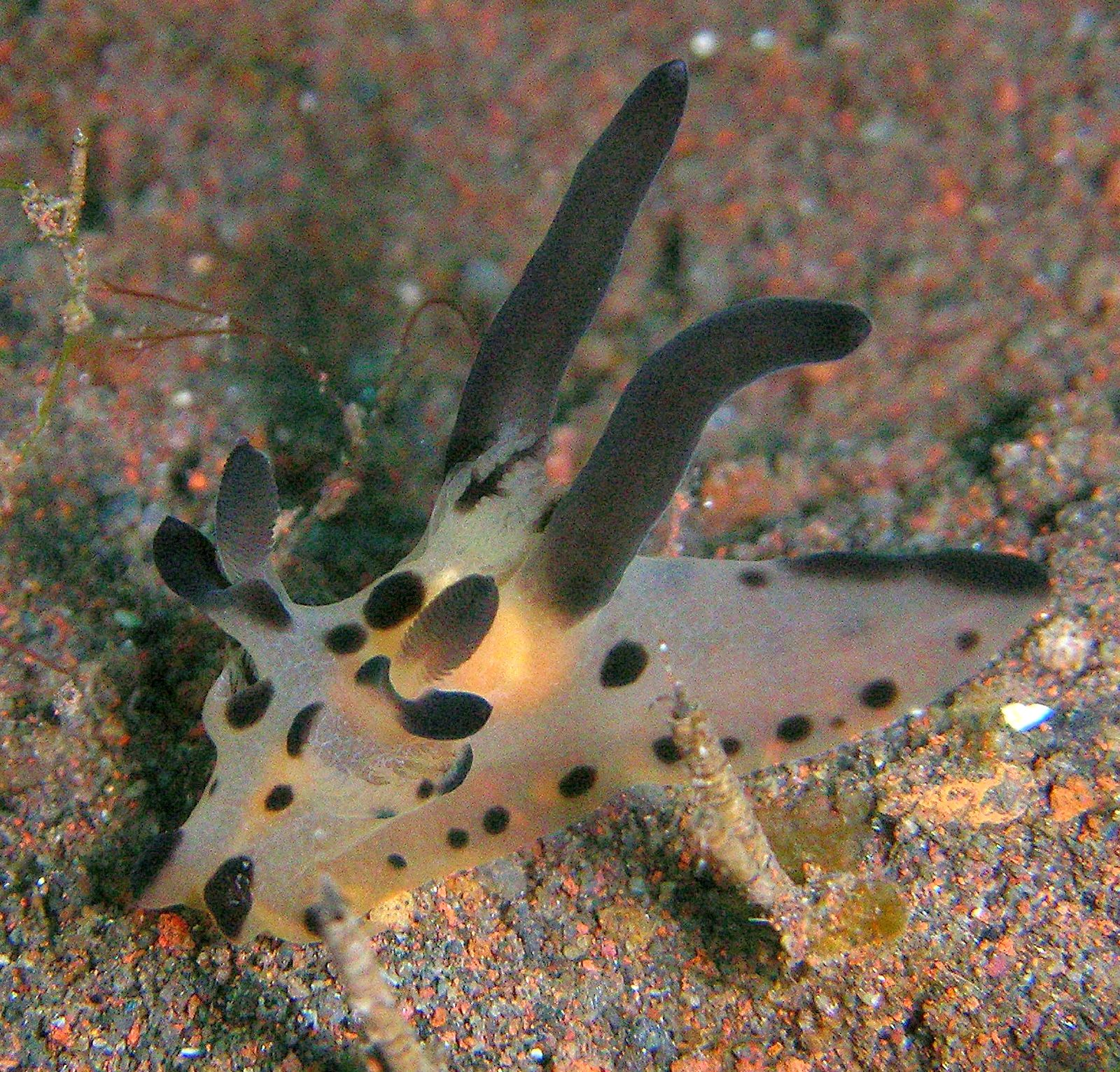
Thecacera sp.

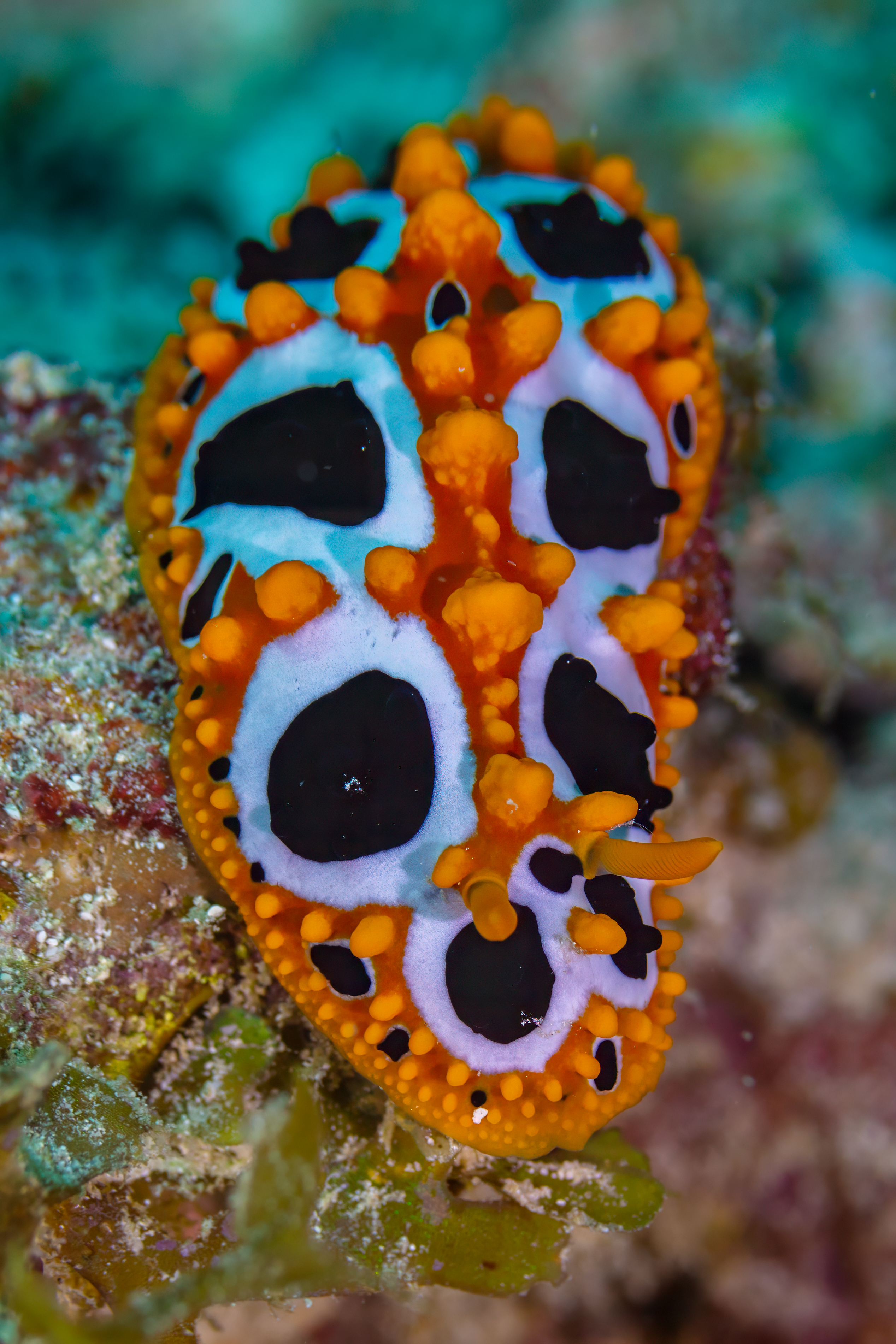
Augenfleck-Warzenschnecke (Phyllidia ocellata)

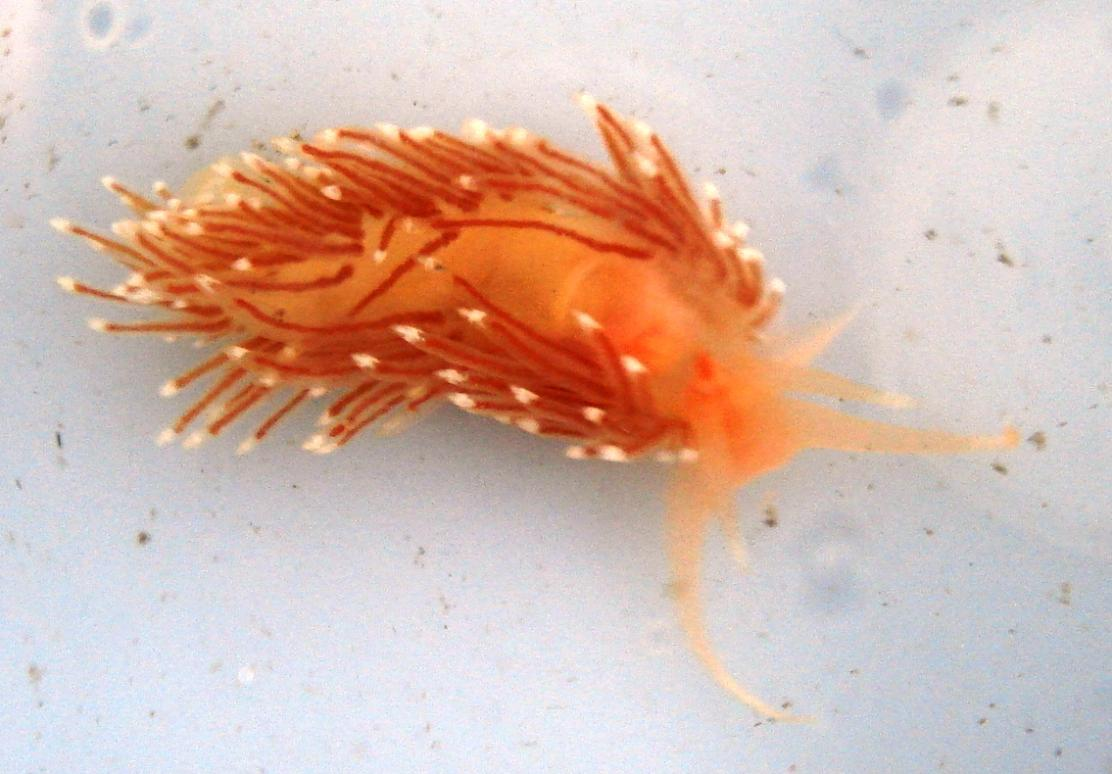
Drummonds Fadenschnecke (Facelina bostoniensis)

Die Nacktkiemer (Nudibranchia) sind die größte Unterordnung der Hinterkiemerschnecken. Die Unterordnung umfasst mehr als 3000 Arten der Nacktschnecken, die im Meer leben.

## Aufbau
Die Größe der Nacktkiemerschnecken variiert zwischen 4 mm und 60 cm. Sie gehören zu den farbenreichsten Tieren. Ihnen fehlen Mantelhöhle, Schale und Fußlappen. Die Tiere atmen durch die Haut oder durch eine Art Kiemengebilde auf ihrem Rücken, den sogenannten Cerata. In diese Cerata ziehen auch Ausläufer der Mitteldarmdrüsen hinein und bei den Aeolidioidea, die sich von Hydroidpolypen ernähren, werden die Nesselkapseln durch die Mitteldarmdrüse in die Cerata hineinverlagert, dort gespeichert und können zur Abwehr verwendet werden. Diese Nesselkapseln werden nun Kleptocniden genannt (siehe Schutzmechanismen).
Auf dem Kopf tragen die meisten Nacktkiemer paarige Rhinophoren zur olfaktorischen Wahrnehmung und zur Strömungswahrnehmung. Es handelt sich um mehr oder weniger auffällige keulenförmige, stabförmige, fächerförmige oder schüsselförmige Ausstülpungen, welche viele zum Schutz einziehen können. Neben diesem Fühlerpaar tragen sie meist verschiedene tentakel- oder federartige Anhänge. Weitere Tentakelanhänge im Mundbereich sind für Sinnesleistungen wie Tasten, Geschmack und Geruch zuständig. Die Lichtsensitivität ist tief unter der Haut in der Nähe des Gehirnganglions angeordnet. Mit ihrer Hilfe können wohl nur Hell-Dunkel-Unterscheidungen wahrgenommen werden, z. B. der Schatten eines Feindes oder der Rhythmus der Tageszeiten.

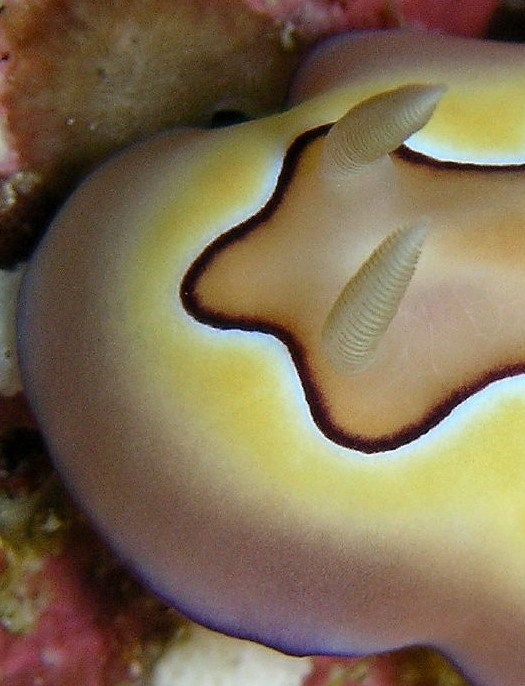
2 Rhinophoren auf der Kopfoberseite einer Koi-Prachtsternschnecke (Chromodoris coi)

Die Nacktkiemer sind Zwitter, können sich jedoch nicht selbst befruchten. Ihre Eier legen sie in bandförmigen spiraligen Eipaketen ab.
Nacktkiemer können weltweit in allen Meerestiefen auftreten, die meisten Formen gibt es jedoch in warmen Meeren im Flachwasserbereich.

## Schutzmechanismen
Die Nacktkiemer haben im Verlauf der Evolution ihre schützenden Gehäuse verloren und andere Abwehrmechanismen entwickelt. 
- Die Färbung dient bei manchen Arten der Tarnung, die durch feder- und büschelartige Anhänge noch verstärkt wird, so dass sie von pflanzlichen Gebilden schwer zu unterscheiden sind. Dazu kommt, dass die verschiedenen Farbanteile des Lichts in verschiedenen Wassertiefen unterschiedlich absorbiert werden. An der Wasseroberfläche auffällig wirkende Farben (z. B. rot) können in einer bestimmten Tiefe wie Tarnfarben wirken, da nur noch ihr grüner und blauer Anteil reflektiert wird. Taucher können die sonst so auffälligen Schnecken in entsprechender Umgebung nur schwer auffinden.
- Bei anderen Nacktkiemern dient die auffällige Färbung der Warnung vor ihrer Giftigkeit oder Ungenießbarkeit, man spricht dann von Aposematismus. Manche Arten sondern auf ihrer Haut giftige Sekrete ab. Die verschiedenen Körperanhänge und Tentakel können meist bei Verlust regeneriert werden.
- Viele Schnecken, die sich von den Polypen der Nesseltiere ernähren, können die Nesselzellen in der Haut ihres Hinterleibs speichern, wo sie bei Räubern zu unliebsamen Erfahrungen führen können. Die Nesselzellen passieren dabei unbeschadet den Verdauungstrakt und werden durch besondere Darmausstülpungen an die entsprechenden Stellen im Hinterleib gebracht. Die Nacktkiemer selbst haben Abwehrmechanismen gegen den Nesselangriff der Polypen entwickelt. Wahrscheinlich spielen dabei Spezialzellen mit großen Vakuolen in der Haut eine Rolle. Einige Nacktkiemer wie die Wander-Fadenschnecke oder Flabellina affinis enthalten starke Toxine, die sie von gefressenen Hydrozoen in ihrem Gewebe sequestrieren.[2]
- Eine weitere Abwehrmöglichkeit bei mechanischer Reizung ist das Ausscheiden von saurem Schleim aus den Hautzellen.

## Ernährung
Nacktkiemer ernähren sich von sessil lebenden wirbellosen Tieren wie Schwämmen, Stein- oder Weichkorallen, Krustenanemonen oder Moostierchen. Dabei geht die Spezialisierung oft so weit, dass sie nur eine bestimmte Art fressen. Manche Arten fressen andere Nacktschnecken, in manchen Fällen sogar schwächere Exemplare der eigenen Art. Eine Gruppe hat sich auf Manteltiere spezialisiert.

## Systematik
Nach der Schneckensystematik von Ponder & Lindberg (1997) umfassen die Nacktkiemer acht Überfamilien in zwei Untergruppen:
- Anthobranchia Férussac, 1819
  - Überfamilie Sternschnecken (Doridoidea) Rafinesque, 1815
    - Neon-Sternschnecken (Polyceridae) Alder & Hancock, 1845
    - Prachtsternschnecken (Chromodorididae)
    - Spanische Tänzerinnen (Hexabranchidae)
    - Warzenschnecken (Phyllidiidae) Rafinesque, 1815

  - Überfamilie Doridoxoidea Bergh, 1900
  - Überfamilie Onchidoridoidea Alder & Hancock, 1845
    - Onchidorididae Gray, 1854
      - Weichwarzige Sternschnecke (Acanthodoris pilosa)
      - Braungefleckte Warzenschnecke (Onchidoris bilamellata)

  - Überfamilie Polyceroidea Alder & Hancock, 1845
    - Polyceridae Alder and Hancock, 1845
      - Färöische Hörnchenschnecke (Polycera faeroensis)
      - Gestreifte Hörnchenschnecke (Polycera quadrilineata)
- Cladobranchia Willan & Morton, 1984
  - Überfamilie Bäumchenschnecken (Dendronotoidea) Allman, 1845
    - Zottige Bäumchenschnecke (Dendronotus frondosus)

  - Überfamilie Furchenschnecken (Arminoidea) Rafinesque, 1814
  - Überfamilie Metarminoidea Odhner in Franc, 1968
  - Überfamilie Fadenschnecken (Aeolidioidea) J.E. Gray, 1827
    - Aeolidiidae
      - Breitwarzige Fadenschnecke (Aeolidia papillosa)
      - Drummonds Fadenschnecke (Facelina bostoniensis)

    - Flabellinidae
      - Milchige Fadenschnecke (Flabellina pellucida)
      - Flabellina affinis („Violette Fadenschnecke“)
      - Flabellina pedata („Rotviolette Fadenschnecke“)
      - Flabellina goddardi

    - Notaeolidiidae 
      - Notaeolidia depressa Eliot, 1907

    - Glaucidae
      - Glaucus atlanticus